# Strangers No More
Strangers No More är en dokumentärkortfilm som handlar om en skola i Tel Aviv, Israel där barn och ungdomar från 48 olika länder och olika bakgrund går i solan tillsammans. Många av studenterna som går på Bialik-Rogozin School flyr från fattigdom, politiska motgångar och även folkmord.
Filmen har vunnit en Oscar för bästa dokumentärkortfilm år 2011.